# 야코비 형식
수학에서 야코비 형식(영어: Jacobi form)은 야코비 군 {\displaystyle \operatorname {Sp} (n;\mathbb {R} )\rtimes H_{\mathbb {R} }^{(n,h)}}에 대한 보형 형식이다. 야코비 세타 함수의 성질을 공리화한 개념이며, 대략 모듈러 형식과 타원함수를 혼합한 개념으로 볼 수 있다.

## 정의
무게(영어: weight)가 k이고 지표(영어: index)가 m인 야코비 형식 {\displaystyle \phi (\tau ;z)}은 두 개의 복소 변수 {\displaystyle \tau \in \mathbb {H} } (상반평면), {\displaystyle z\in \mathbb {C} }에 대한, 다음 조건들을 충족시키는 함수이다.
- {\displaystyle \phi \left({\frac {a\tau +b}{c\tau +d}},{\frac {z}{c\tau +d}}\right)=(c\tau +d)^{k}e^{\frac {2\pi imcz^{2}}{c\tau +d}}\phi (\tau ,z)} ({\displaystyle {\begin{pmatrix}a&b\\c&d\end{pmatrix}}\in \Gamma =\operatorname {PSL} (2;\mathbb {Z} )}
- 임의의 정수 {\displaystyle \lambda ,\mu }에 대하여, {\displaystyle \phi (\tau ,z+\lambda \tau +\mu )=e^{-2\pi im(\lambda ^{2}\tau +2\lambda z)}\phi (\tau ,z)}
- {\displaystyle \phi }는 다음과 같은 푸리에 급수를 갖는다.

{\displaystyle \phi (\tau ,z)=\sum _{n\geq 0}\sum _{r^{2}\leq 4mn}c(n,r)e^{2\pi i(n\tau +rz)}.}
또한, 변수가 2개가 아니라 n개인 경우 {\displaystyle \phi (\tau ;z_{1},z_{2},\dots )}에도 정의할 수 있다. 이 경우 n을 야코비 형식의 준위(영어: level)라고 한다.

## 예
준위가 1 (2변수)인 경우, 야코비 세타 함수와 바이어슈트라스 타원함수가 대표적인 예이다. 또한, 종수가 2인 지겔 모듈러 형식의 푸리에-야코비 계수 또한 2변수 야코비 형식이다.
더 많은 변수의 야코비 형식의 경우, 아핀 리 대수나 가짜 모듈러 형식(mock modular form)의 이론에 등장한다.

## 응용
야코비 형식은 이론물리학, 특히 2차원 𝒩=2 초등각 장론과 끈 이론에서 등장한다.

## 같이 보기
- 2차원 𝒩=2 초등각 장론